# Rodimiro Amaya Téllez
Rodimiro Amaya Téllez (Etchojoa, Sonora, 7 de octubre de 1954) es un político mexicano, miembro del Partido Revolucionario Institucional, ha sido diputado federal y senador.
Rodimiro Amaya como miembro del PRI fue elegido diputado federal por el II Distrito Electoral Federal de Baja California Sur a la LVI Legislatura de 1994 a 1997 y en 2000 como senador por Baja California Sur, renunció al PRI y se afilió al Partido de la Revolución Democrática, en 2005 intentó ser candidato del PRD a la gubernatura de su estado, pero acusó al entonces Gobernador Leonel Cota Montaño de favorecer la postulación de su primo Narciso Agúndez Montaño, renunció al PRD y volvió al PRI que lo hizo su candidato en las Elecciones de 2005 en las que no obtuvo el triunfo.